# Kobka
Kobka je prostor (místnost) malých rozměrů. Využívat se může například pro věznění lidí nebo jako skladiště střeliva či naopak k uskladnění vystřílených nábojů, popřípadě jako prostor (skříň) pro instalaci transformátoru (nebo jiného vysokonapěťového zařízení).